# بیابان بلک راک

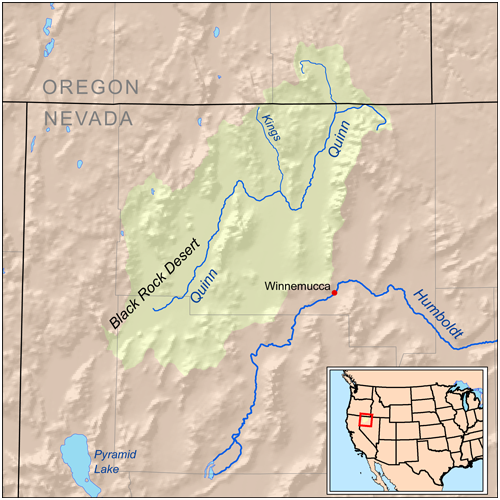
بیابان بلک راک در گوشه شمال غربی ایالت نوادا قرار دارد.

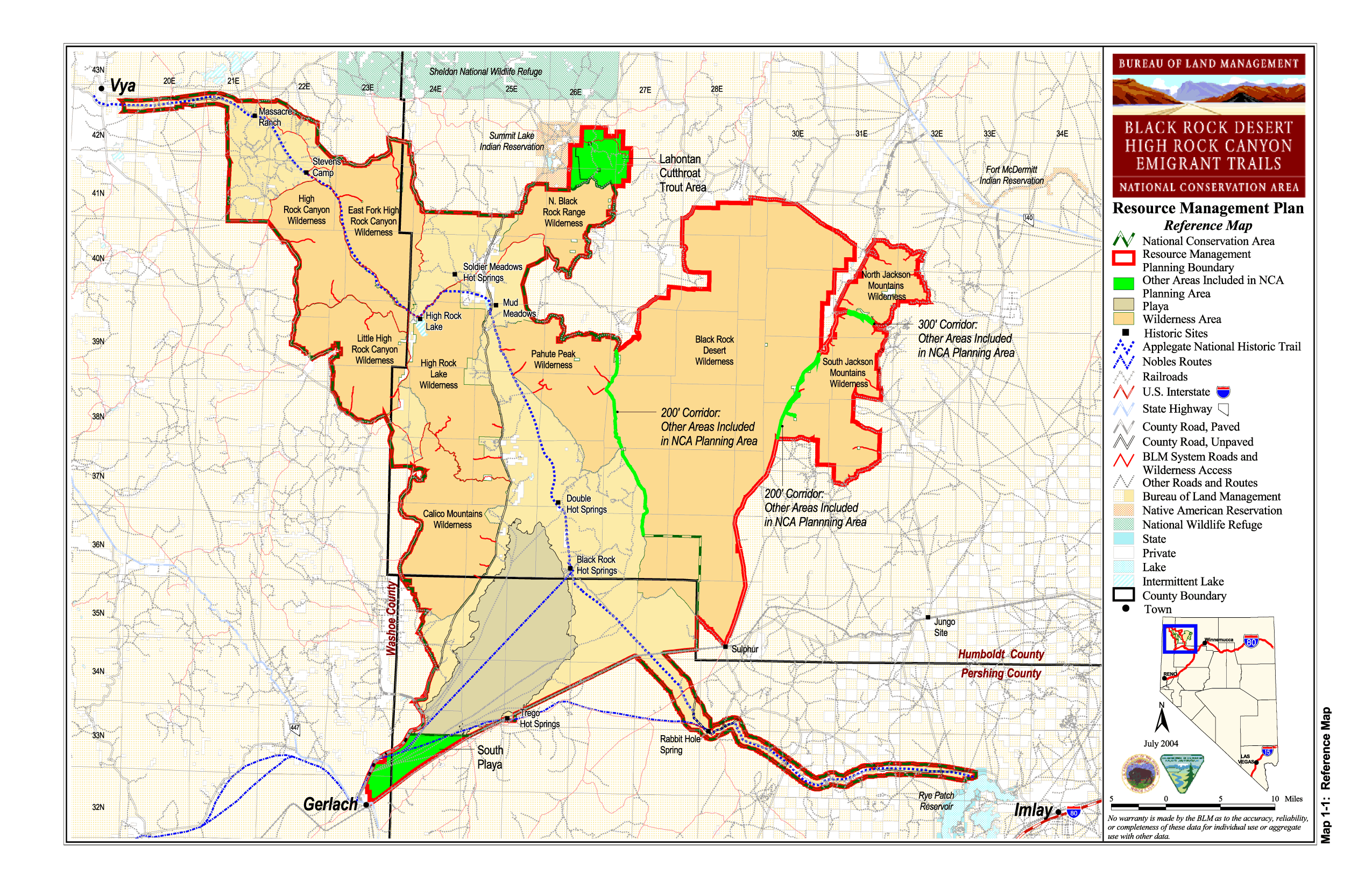
نقشه بیابان بلک راک

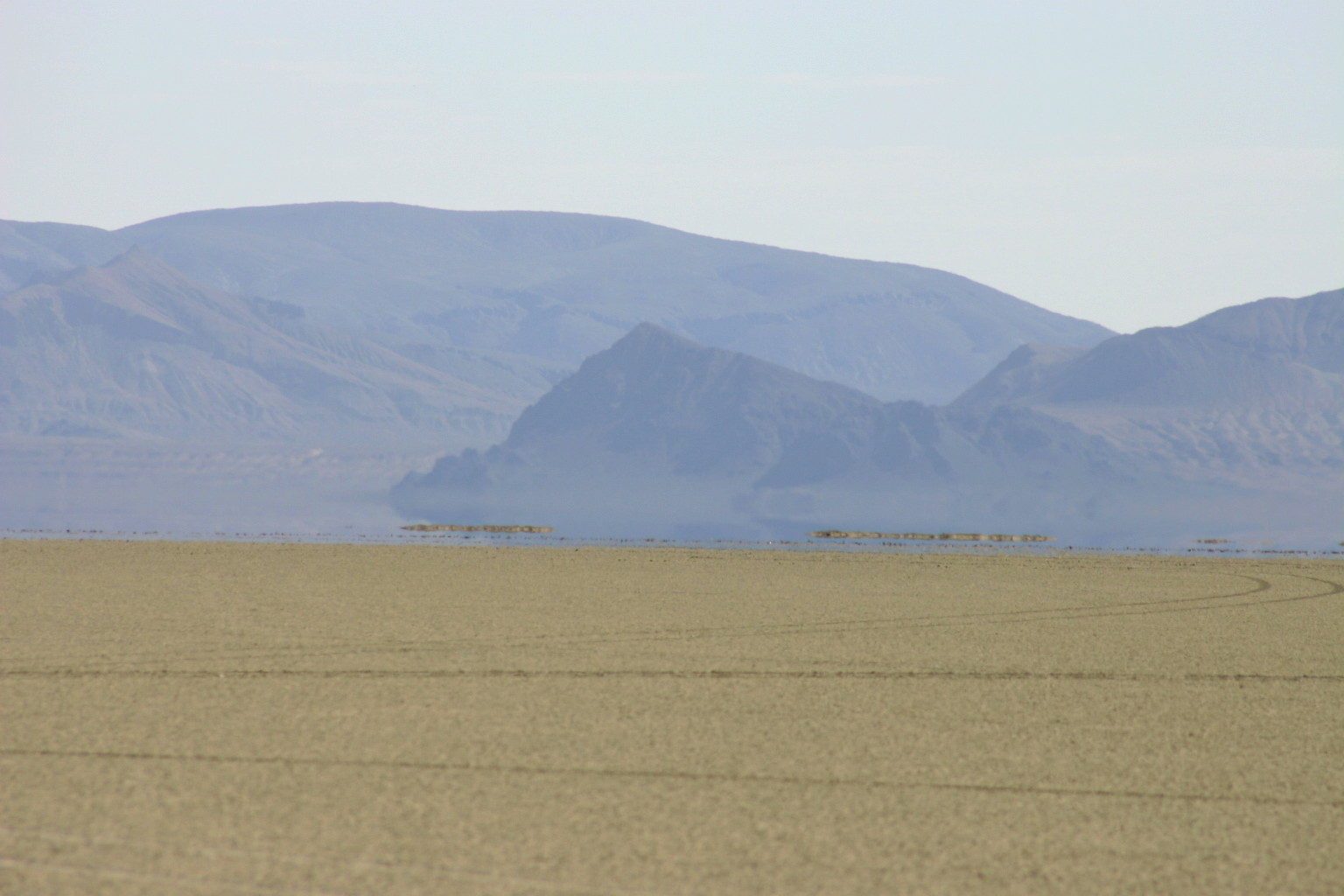
سنگ سیاه.

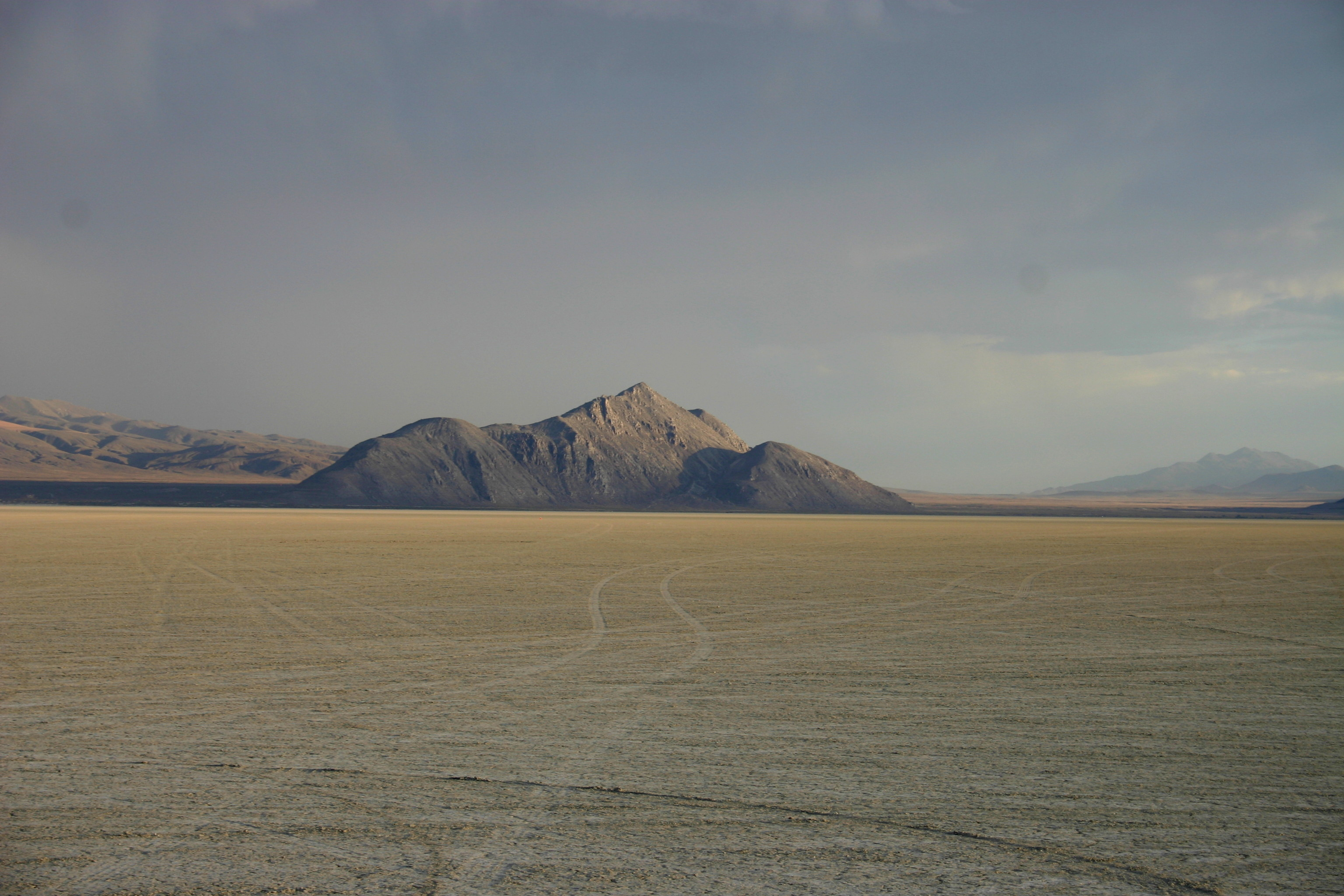
نمکزار

بیابان بلک راک (به معنای بیابان صخره سیاه) یک منطقه بیابانی در شمال ایالت نوادا در ایالات متحده است. این بیابان بخشی از بیابان حوضه بزرگ به‌شمار می‌آید.
بیابان بلک راک به دلیل سازندهای دیرینهٔ زمین‌شناختی، به خاطر این که بسیاری از رکوردهای جهانی سرعت زمین در اینجا ثبت می‌شود و به عنوان محل رویداد سالانه برنینگ من معروف است.

## جغرافیا
بیابان بلک راک حدود ۱۶۰ کیلومتر امتداد دارد. این بیابان از جهت شمال شرقی از گرلاک-امپایر شروع می‌شود و بین کوه‌های جکسون و کوه‌های کالیکو می‌گذرد. ارتفاع این کویر از سطح دریا ۱۱۹۱ متر است. مساحت کل بیابان بلک راک ۲۶۰۰ کیلومتر مربع است.
این بیابان حاوی تعداد زیادی آتشفشان و دیگر سازندهای زمین‌گرمایی، از جمله «نقطه صخره سیاه» و آب‌فشان فلای است. این منطقه به جز آتشفشان‌ها تقریباً کاملاً مسطح است.

## پیشینه
انسان‌ها از حدود ۱۰۰۰۰ سال قبل از میلاد در صحرای بلک راک حضور داشته‌اند. در حدود سال ۱۳۰۰ پس از میلاد، اهالی قوم پایوت در بلک راک نشیمن گزیدند. سازند بزرگی در این بیابان به نام «سنگ سیاه» از مکان‌های مهم برای قوم پایوت بود و بعداً مهاجران نیز گذرگاه خود را در کنار آن قرار دادند. سنگ سیاه، رخنمون مخروطی‌شکلی است که از سنگ‌های آهکی دریایی پرمین و سنگ‌های آتشفشانی در بستر تشکیل شده است. در پایه آن یک چشمه آب گرم بزرگ و علفزار وجود دارد که مکان مهمی برای کسانی بود که از بیابان عبور می‌کردند و به سمت کالیفرنیا و اورگن می‌رفتند. 
در سال ۱۸۴۳، جان فرمونت و افرادش اولین مردان سفیدپوستی بودند که از این بیابان عبور کردند و بیش از نیمی از ۲۲۰۰۰ جوینده طلا که پس از سال ۱۸۴۹ به کالیفرنیا رفتند، از مسیر او استفاده کردند. در سال ۱۸۶۷، شهر هاردین، یک شهر جویندگان نقره در این بیابان بنیاد شد که اکنون متروکه شده است.

## صنعت
استخراج معادن در بلک راک از سده نوزدهم آغاز شده‌است. در این بیابان یک معدن گچ وجود دارد که توسط شرکت گچ ایالات متحده اداره می‌شود.

## رشته‌کوه‌ها
بیابان بلک راک شامل رشته کوه‌های زیر است:
- رشته‌کوه آنتلوپ
- کوه‌های بجر (گورکن)
- رشته‌کوه سنگ سیاه
- کوه‌های کالیکو
- رشته‌کوه دیویژن
- رشته‌کوه فاکس
- رشته‌کوه گرانیت
- رشته‌کوه هنان
- تپه‌های های راک کنیون
- کوه‌های هاگ رنچ
- کوه‌های جکسون
- کوه‌های کاما
- کوه‌های لیتل های راک (کوه‌های صخره‌ای کوچک)
- رشته‌کوه قتل‌عام
- کوه‌های مونتانا
- رشته پاین فورست (جنگل کاج)
- کوه‌های پوکر براون
- رشته‌کوه سانتا روزا
- رشته‌کوه سلنیت
- سنتینل هیلز
- رشته‌کوه سون ترافز (هفت گذر)
- کوه‌های شیپ‌هد (سر گوسفند)
- کوه‌های اسموک کریک (نهر دود)
- یلو هیلز (تپه‌های زرد)